# Tot Musica
「Tot Musica」（トット ムジカ）は、日本の歌手・Adoの楽曲。作詞はcAnON.、作曲は澤野弘之。MV企画第6弾として2022年8月17日20：00にフルバージョンのMVがAdoのYouTubeチャンネルにてプレミア公開された。また、「Tot Musica」が収録されているアルバム「ウタの歌 ONE PIECE FILM RED」は2022年8月10日に発売されている。MVはWOOMAが作成。

## 概要
本楽曲は、2022年8月6日に公開された「ONE PIECE FILM RED」の劇中歌で、本作品のために、澤野弘之が書き下ろした楽曲となっている。「Tot」はドイツ語で「死」を意味し、イタリア語で「多くの」という意味を持つ。劇中の戦闘に関わる重要なきっかけとなる曲で、非常にダークで、神秘的な雰囲気をまとった作品となっており、ONE PIECEの世界では、この曲は禁忌の楽曲、触れてはならないものとされている。また曲の冒頭、中盤、終盤にはルーン文字が使われている。またシューベルトが作曲した歌曲「魔王」と同じト短調となっている。
この楽曲をウタウタの実の能力者が歌うことで、尾田栄一郎が「ONE PIECE FILM RED」の唯一の悪役としているトットムジカが、現実世界及びウタワールドの両方に降臨する。楽曲が第一楽章、第二楽章、第三楽章となるにつれて、トットムジカの機動力や攻撃力がアップするとともに、禍々しさも増していく。
MVはAdoがメジャーデビューするきっかけにもなった、「うっせぇわ」のMVを担当したWOOMAが担当しており、怒りや叫びと歌を融合させたような楽曲の世界観を強烈に描き出した作品となっており、AdoのYouTubeチャンネルで2022年8月17日20：00にプレミア公開された。
予告編第三弾のBGMに「世界のつづき」とともに、採用されている。
澤野弘之は、「いつか『ワンピース』に関わることができたらと思っていたので、参加できてうれしいです。」とコメントしている。
Adoプロデュースアイドルのオーディション「Ado idol Audition」の課題曲にも選ばれた。このオーディションを経て誕生したのがファントムシータである。また、2024年11月1日に日本武道館にて催された、ファントムシータの1stライブの「ハイネ」のアンコールにて、「Tot Musica」を披露している。
Adoのテレビ初歌唱となる「ベストアーティスト2023」では、「唱」と「Tot Musica」を披露した。

## チャート順位
2022年8月25日に株式会社アナライズログが運営する、YouTube分析ツール「Digital Creators」が、独自に2022年8月15日～８月22日に公開された音楽ジャンルの、Youtube週間動画再生数ランキングを、調査したところ、1位の677万回再生となった。2位はKing Gnuの「King Gnu – 雨燦々」の252万回再生。
2022年8月24日公開（集計期間：2022年8月15日～8月21日）のBillboard JAPANアニメチャート“JAPAN HOT Animation”では5位。
2022年9月7日公開（集計期間：2022年8月29日～9月4日）のBillboard JAPANアニメチャート“JAPAN HOT Animation”では6位。Top User Generated Songsでは3位。
Adoのストリーミング再生ランキングでは2024年6月7日の判明時点で、10位。
JOYSOUNDの2023年カラオケ年間ランキング、ネット発アーティスト楽曲ランキングでは19位。
Apple Music 週間ソング・ランキング 2022年9月12日～9月18日では9位。

## カバー
- Unnämedが、2023年3月24日にカバーの配信を開始した。Spotifyや、Apple Musicや、LINE Music等の音楽配信サービスで聞くことができる[23]。